# Chlorophorus orbatus
Chlorophorus orbatus är en skalbaggsart som beskrevs av Holzschuh 1991. Chlorophorus orbatus ingår i släktet Chlorophorus och familjen långhorningar. Inga underarter finns listade i Catalogue of Life.